# Калчо Таушанов
Калчо Неделчев Таушанов е български офицер, генерал-майор от МВР.

## Биография
Роден е на 28 август 1949 г. в Карнобат. През 1974 г. завършва Висшата специална школа на МВР. Отделно през 1980 г. завършва Академията на МВР в Москва, а през 1984 г. и Софийския университет. През 1991 г. защитава докторска дисертация по право във Висшия институт на МВР. Между 1997 и 2004 г. е ректор на Академията на МВР. Преподавател в Нов български университет. На 25 юни 2002 г. е удостоен със звание генерал-майор от МВР.

## Трудове
- „Проблеми на усъвършенстване дейността на агентурния апарат на икономическа полиция“, М. 1981 г.
- „Legal decree on the secret cooperation in Republik of Bulgaria“, Сб. „Безбедност“, Скопие, 1993 г.
- „Обучението на полицейските служители в светлината на новия закон за МВР“, Сб. Новите правни разпоредби за дейността на МВР – предизвикателствата на реформата“ с., 1999 г.
- „Система за подбор подготовка и развитие в кариерата в службите на пожарна и аварийна безопасност“ – Сборник материали от международна научна конференция на тема: „Пожарната и аварийна безопасност през ХХІ век – пътят към Европа“ Академия на МВР, С. 2002 г.
- „System for recruitment, training and career development of police officials“, ICPO Interpol, 2002.
- „В служба и защита на обществото“. С. 2002 г.
- „Europaeische und regionale Zusammenarbeit der Akademie des Innenministeriums der Republik Bulgarien“ – Сп. „Закон и жизнь“, бр. 9, Кишинеу, 2003 г.
- „Правна регламентация на разузнавателната общност» – Сб. „Икономика и вътрешна сигурност“, С. 2003 г.
- „Сигурността и вътрешният ред при присъединяването на България към евроатлантическите структури“. С. 2004 г.
- „Управление на кризи от техногенен, природен и екологичен характер в съвременните условия“. С. 2004 г.